# Сийинский язык
Сийинский язык, или сизаанг (Siyang, Siyin, Sizang) — один из куки-чинских языков, на котором говорит народ сизанг в городке Тедим штата Чин в Мьянме. Похож на диалекты тедим-чин и паите-чин.